# Vauxhall Astravan

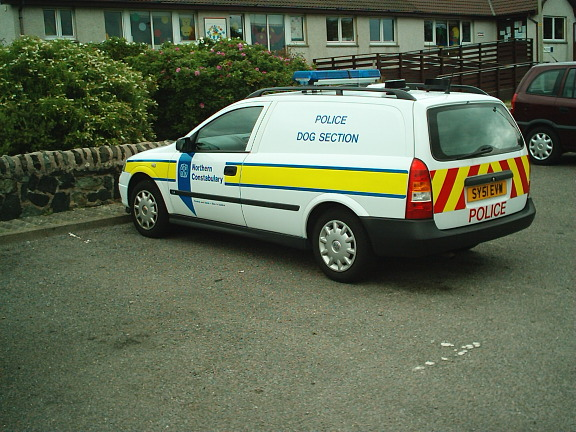
Der Vauxhall Astravan der ersten Generation als Polizeiwagen

Der Vauxhall Astravan ist ein Lieferwagen auf Basis eines Kombis des Autoherstellers Vauxhall Motors. Das Basismodell ist der Vauxhall Astra, dessen Basis ist wiederum der Opel Astra. Es gibt insgesamt zwei Ausstattungsvarianten des Vauxhall Astravans.

## Technische Daten
Der Vauxhall Astravan hat eine Nutzlast von 650 kg. Der Laderaum ist 1825 mm lang, 900 mm hoch und 1376 mm breit.

## Modellvarianten

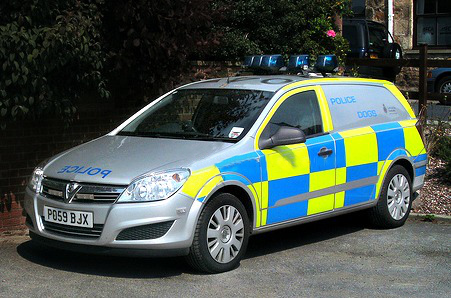
Der Vauxhall Astravan der zweiten Generation

Es gibt insgesamt zwei Modellvarianten:
- 1.7CDTi 16v ecoFLEX
- 1.7CDTi 16v[3]